# Skæbnens Trommeslag
Skæbnens Trommeslag er en amerikansk stumfilm fra 1923 af Charles Maigne.

## Medvirkende
- Mary Miles Minter som Carol Dolliver
- Maurice Bennett Flynn som Laurence Teck
- George Fawcett som Felix Brantome
- Robert Cain som Cornelius Rysbroek
- Casson Ferguson som David Verne
- Bertram Grassby som Hamoud Bin-Said
- Noble Johnson som Native King